# Buddh International Circuit
Buddh International Circuit (początkowo Jaypee Group Circuit) – tor wyścigowy w Indiach. Obiekt znajduje się na obrzeżach Nowego Delhi. Został zaprojektowany przez Hermanna Tilke, a pierwszy wyścig Formuły 1 odbył się tutaj 30 października 2011 roku. Tor ma 16 zakrętów. Największą prędkość kierowcy osiągali na prostej pomiędzy 3 i 4 zakrętem – około 315 km/h. Jest to najlepsze miejsce do wyprzedzania na tym torze.
9 kwietnia 2011 roku dyrektor generalny Jaypee Group Circuit – Sammer Gaur potwierdził zmianę nazwy obiektu na Buddh International Circuit. Buddh ma być nawiązaniem do Buddy, spokoju i pojednania.
Ostatni wyścig Formuły 1 odbył się na tym torze w 2013 roku i po zaledwie trzech latach (pomimo pięcioletniego kontraktu), głównie ze względów finansowych, tor wypadł z kalendarza Formuły 1.

## ZwycięzcyGrand Prix Indii Formuły 1na torze Buddh International Circuit
| Sezon | Kierowca         | Zespół           |        |
| ----- | ---------------- | ---------------- | ------ |
| 2011  | Sebastian Vettel | Red Bull-Renault | Wyniki |
| 2012  | Sebastian Vettel | Red Bull-Renault | Wyniki |
| 2013  | Sebastian Vettel | Red Bull-Renault | Wyniki |